# 本多陽子
本多陽子（日语：／ Honda Yōko，1983年8月15日—）是日本女性聲優。I'm Enterprise所屬。群馬縣出身。血型A型。

## 個人
2004年於電視動畫出道。其後於《詩∽片》的主角橘一夏正式出道。興趣是看電影、作詞、跑步。經常會和名字發音和字體相近的聲優本名陽子（ほんな ようこ）混淆。
2014年5月25日，在自己的博客宣告了結婚的喜訊。
2015年7月31日，退出事務所I'm Enterprise，現為自由聲優。

## 演出作品

### 電視動畫
2004年
- 詩∽片（橘一夏）
- 2x2 忍傳（女忍者 #14、女學生 #15、無名 #24）
- 薔薇少女（助手 #3）

2005年
- 草苺棉花糖（5年生女子 #2）
- 我的太太是魔法少女（春日裕美）
- 極上生徒會（尾田波月 #4）
- 灼眼的夏娜（女子學生A #9）
- ToHeart2（新學生A #3、女學生1 #7）
- 蜂蜜與四葉草（女學生A #1・3、女學生B #9、看護師 #18、其他）
- 雙戀Alternative（商店收銀員 #8）
- BLOOD+（女學生 #10）
- 薔薇少女 彷如夢境（ #8）
- 洛克人EXE Stream（女僕D #37）

2006年
- 犬神！（いぐさ）
- Kanon（第2作）（女學生 #9）
- 女生愛女生（女子A #2・3）
- Code Geass反叛的魯路修（嚮導小姐 #4）
- 親愛芳鄰（女子游泳部員 #1・12、女學生A #3、女學生 #5）
- 到另一個你的身邊去（前田あや）

2007年
- 偶像大師 XENOGLOSSIA（なずな、保母）
- Over Drive（鈴木雪子、 #10、アナウンサー #26）
- 萌少女的戀愛時光（吉岡加奈子 #2・9、兒島隆哉 #3、安川勇氣 #7・10、女學生 #8、男學生 #4・5、男孩子A #11、男學生A #12）
- 校園烏托邦 學美向前衝！（年輕人 #7）
- Keroro軍曹（女學生 #176）
- sola（石月真名）
- 地球防衛少年（小田 #10）
- 交響情人夢（美帆 #4~6）
- MAJOR 3rd（女生徒 #2）
- 萌單（鈴木麗美）

2008年
- H2O -FOOTPRINTS IN THE SAND-（久門真紀）
- 今天的五年二班（日高惠）
- CLANNAD（女客人 #番外編）
- BLASSREITER（ミリアム）
- MAJOR 4th（麻美 #17）

2009年
- 女王之刃（セヴェル）
- 真無敵鐵金剛 衝擊！Z篇（弓莎也佳）
- SKIP·BEAT！（七倉美森 #17～#19）
- 遊魂 -Kiss on my Deity-（女學生 #2）
- 初戀限定（女子B #3）
- Battle Spirits少年激霸彈（百瀨華實）
- 奇蹟列車～歡迎來到大江戶線～（姬乃）
- MAJOR 5th（麻美 #1・2）

2010年
- Battle Spirits Brave（フローラ・パフューム）
- MAJOR 6th（麻美 #10）

2011年
- 爆漫王。2（加藤奈津實）

2012年
- 爆漫王。3（加藤奈津實）

2013年
- Little Busters!（古式美雪）

### OVA
2007年
- 草莓棉花糖（女子生徒 #1）

2009年
- 今天的五年二班 下課後（日高惠）

2011年
- 女王之刃 美鬥士（セヴェル）

### 劇場版動畫
2007年

### 電子遊戲
2005年
- （宮路沙耶）

2006年
- 散碎的原色（水瀨藍）

2007年
- アルカナハート（リーゼロッテ・アッヒェンバッハ、エルフリーデ・アッヒェンバッハ）
- 死角探偵 空の世界 ～Thousand Dreams～（夕葵咲樹）

2008年
- アルカナハート2（リーゼロッテ・アッヒェンバッハ、エルフリーデ・アッヒェンバッハ）
  - すっごい！アルカナハート2 〜転校生 あかねとなずな〜（リーゼロッテ・アッヒェンバッハ、エルフリーデ・アッヒェンバッハ）
- 交響曲傳奇 拉塔特斯克的騎士（アクア）

2009年
- アルカナハート3（リーゼロッテ・アッヒェンバッハ、エルフリーデ・アッヒェンバッハ）
- 我的暑假4 瀨戶內少年偵探團「我與秘密地圖」（島波公子）
- 蘭島物語 少女的約定（奇莉婭）※PSP版本

2010年
- 我的暑假2：謎之姊妹與沉船的秘密 PSP（君野千代子）

2015年
- 影牢～陷阱女孩～

2024年
- Fate/Grand Order（響）

### 廣播
- 詩∽片 夏・memory（TBS廣播、大阪放送、BEAT Net Radio，2004年8月8日－2005年3月26日）
- （2005年4月5日－）
- 聲優生活向上委員会mini 第2期（網上廣播，2006年2月－4月）
- 天藍色廣播（BEAT☆NetRadio 2007年3月30日－7月27日）
- 交給我吧偵探☆能登麻美子（文化放送、超!A&G+、：2007年10月6日－2008年6月28日）

### CD
- 「GetBackers-奪還屋- 」（飛蜘蛛）

### 其他
- （2007年6月15日－，MC Digital Beat）
- 詩∽片PV（旁白）
- 詩∽片 Summer Memory Box 1（廣播廣告旁白）
- 詩∽片 鎌倉女子學園 SOUND MEMORY 一夏 SIDE（旁白）
- 詩∽片 鎌倉女子學園 SOUND MEMORY 舞夏 SIDE（旁白）

## 外部連結
- 官方資料（日語）